# 10179 Ishigaki
10179 Ishigaki este un asteroid din centura principală de asteroizi.

## Descriere
10179 Ishigaki este un asteroid din centura principală de asteroizi. A fost descoperit pe 18 februarie 1996 la Ōizumi de Takao Kobayashi. El prezintă o orbită caracterizată de o semiaxă mare de 2,61 ua, o excentricitate de 0,14 și o înclinație de 16,2° în raport cu ecliptica.